# 현빈 심씨
현빈 심씨(賢嬪 沈氏, ? ~ ?)는 조선의 왕족으로 폐세자 이방석(李芳碩)의 빈이며 태조와 신덕왕후의 며느리이다. 본관은 부유(富有)이다.

## 생애
1393년 6월 왕세자 방석(芳碩)의 1번째 세자빈이었던 현빈(賢嬪) 유씨가 내시와 간통하는 죄를 저질러 폐빈되자 1394년 10월 조선의 개국공신 이조전서(吏曹典書) 심효생(沈孝生)의 딸이 왕세자 방석(芳碩)의 2번째 세자빈으로 간택되어 또다시 현빈(賢嬪)으로 호칭되었다.
그러나 1398년 태종 이방원이 일으킨 제1차 왕자의 난으로 태조의 측신인 봉화백(奉化伯) 정도전(鄭道傳), 의성군(宜城君) 남은(南誾) 등과 함께 예문관대제학 부성군(富城君) 심효생(沈孝生) 역시 숙청되었고 이후 왕세자 방석(芳碩)(숙종 때 의안대군으로 추증), 방석의 동복형 무안군 방번(芳蕃)(숙종 때 무안대군으로 추증) 역시 폐위되고 시해된다.
왕자의 난으로 왕세자빈인 현빈 심씨(賢嬪 沈氏) 역시 폐위되어 이후 삼한국대부인(三韓國大夫人)으로 개작(改爵) 되었다.

## 가족 관계
본가 부유 심씨(富有 沈氏)
- 조부 : 심인립(沈仁立) - 금주 지사(錦州 知事)
- 조모 : 황공로(黃公老)의 딸
  - 아버지 : 조선의 개국공신 예문관대제학 부성군(富城君) 심효생 (沈孝生, 1349년 ~ 1398년)
  - 어머니 : 전주 류씨(全州 柳氏) 류습(柳濕)의 딸, 정경옹주 류씨 (貞慶翁主 柳氏)
    - 오빠 : 세종 때의 호조판서, 형조판서 심도원 (沈道源, 1375년 ~ 1439년)

왕가 전주 이씨(全州 李氏)
- 시아버지 : 제1대 태조대왕 (太祖大王, 1335년 ~ 1408년, 재위 1392년 ~ 1398년)
- 시어머니 : 신덕왕후 강씨 (神德王后 康氏, 1356년 ~ 1396년)
  - 남편 : 폐세자 이방석 (廢世子 李芳碩, 1382년 ~ 1398년)
    - 장남: 원손, 이름미상(元孫, 1398년 5월 29일/6월 14일 - 1398년 8월 26일/10월 6일) - 출생 기록만 남겨져 있다.
      - 봉사손: 금성대군 유 - 조선 제4대 세종의 6남
        - 봉사손: 춘성군 - 세종의 서자 밀성군의 아들

## 세자빈 심씨가 등장하는 작품
- 《용의 눈물》(KBS, 1996~1997, 배우:박소라)